# Silver Spring (metropolitana di Washington)
Silver Spring è una stazione della metropolitana di Washington, situata sulla linea rossa. Si trova a Silver Spring, in Maryland.
È stata inaugurata il 3 febbraio 1978, contestualmente all'apertura del primo tratto oltre la stazione di Rhode Island Avenue. È stata capolinea fino al 1990.
È anche una stazione di scambio per i treni della Maryland Area Regional Commuter. La stazione è servita da autobus dei sistemi Metrobus (anch'esso gestito dalla WMATA) e Ride On, e da autobus della Maryland Transit Administration.